# Iñigo Lopez de Mendoza
Iñigo Lopez de Mendoza (někdy také uváděný pod pozdějším přídomkem Santillana, 19. srpna 1398, Carrión de los Condes – 25. března 1458, Guadalajara) byl kastilský básník a šlechtic.

## Život a význam
Pocházel ze šlechtické rodiny, král Jan II. ho několikrát povýšil a věnoval mu různá panství za pomoc s potlačováním povstání a v bojích proti Maurům a ve válkách s Navarrou (v roce 1438 získal titul markýze, v roce 1445 titul hraběte). Mendoza se stal královským přítelem a rádcem, v roce 1454 ale král zemřel a Mendoza se věnoval umělecké a vědecké činnosti. Mendoza byl jedním z prvních, kteří do španělské literatury vnesli renesanční formy a myšlení podle italských vzorů, zároveň byl jedním z prvních představitelů humanistické filosofie ve Španělsku. Jeho hlavní básně jsou převážně didaktické, často jde o parafráze španělských přísloví) v italských literárních formách (Proverbios, 1494), někdy alegorie po vzoru Danta Alighieriho (např. Comedieta de Ponza). Je také mimo jiné autorem jedním z prvních sonetů ve španělském jazyce. Mendoza významně přispěl ke vzniku španělské literární renesance.

## Fotogalerie

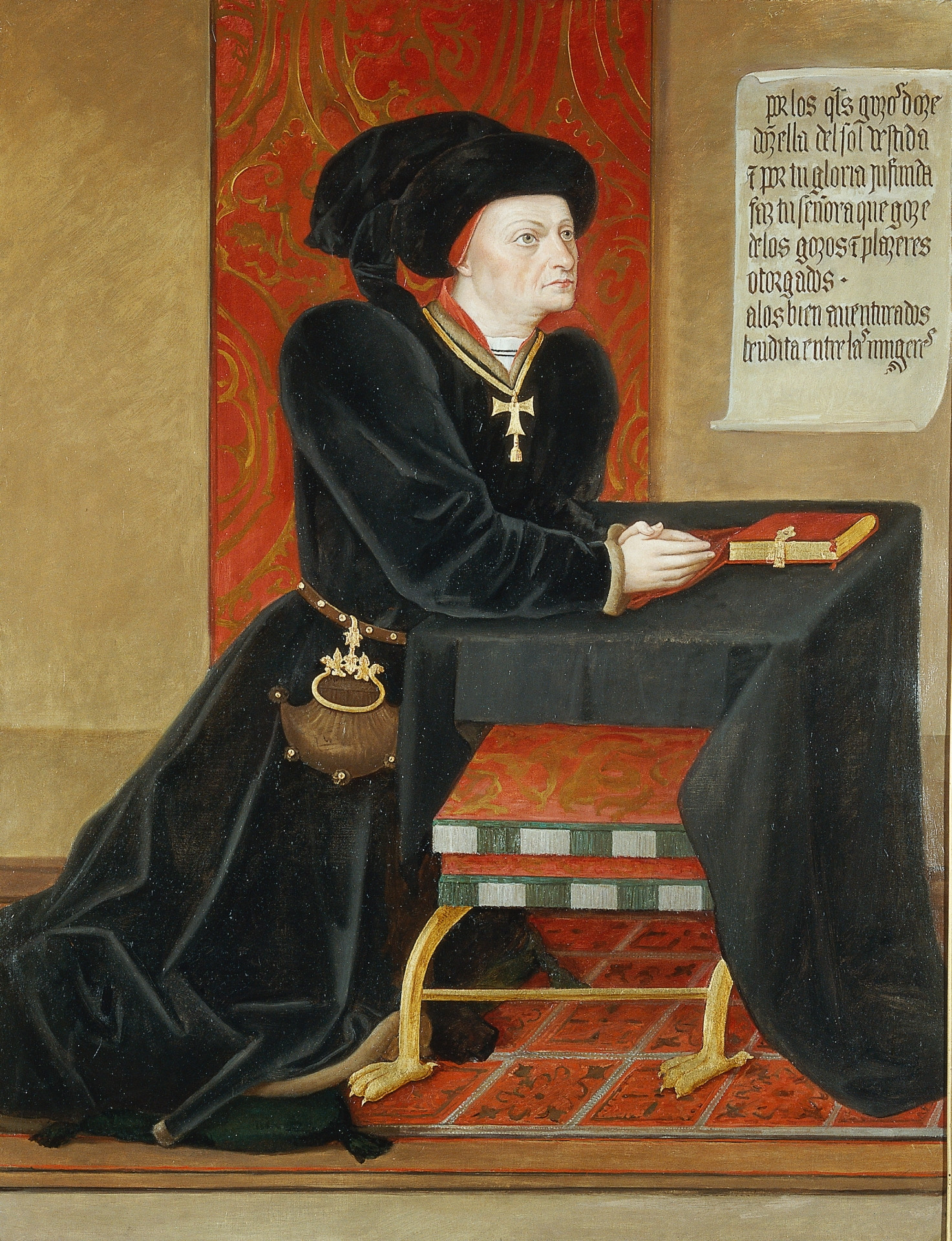
Iñigo Lopez de Mendoza
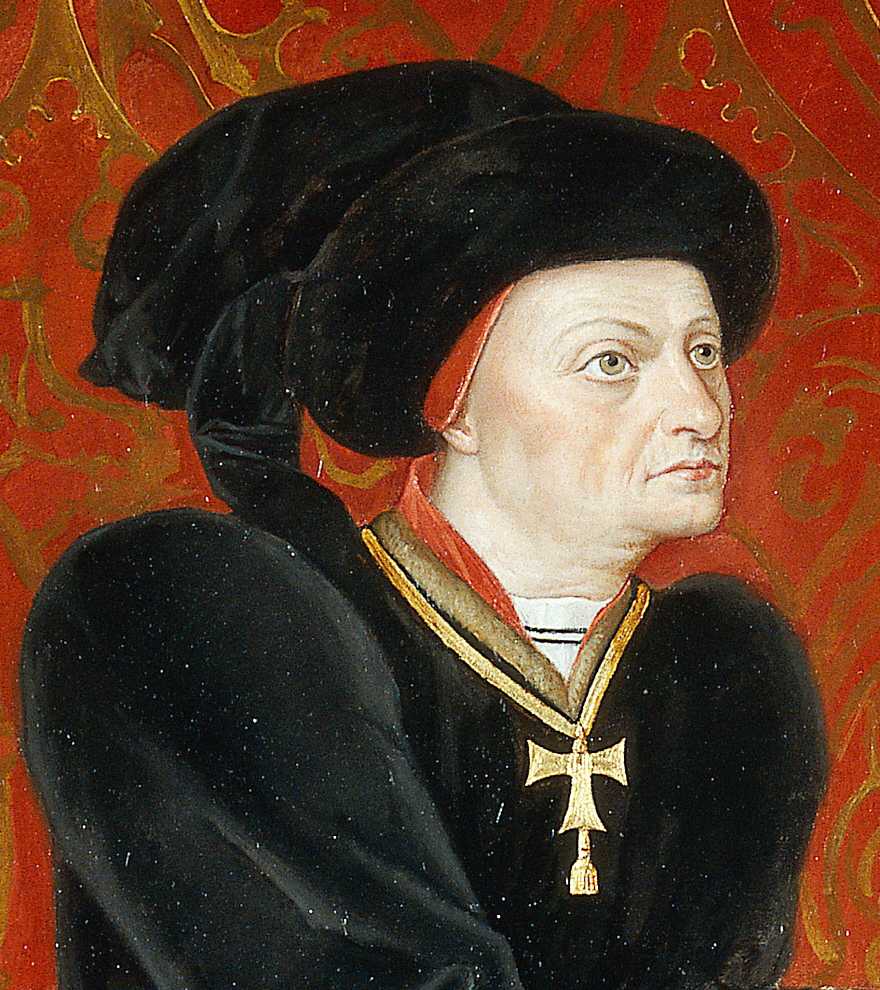
Iñigo Lopez de Mendoza
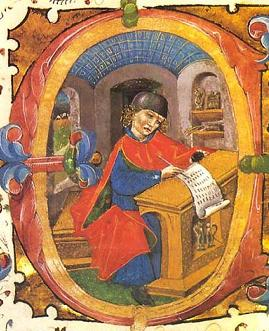
Iñigo Lopez de Mendoza